# فقدان اثر انگشت
فقدان اثر انگشت یا آدرماتوگلیفیا (انگلیسی: Adermatoglyphia) نوعی اختلال ژنتیکی نادر است که در آن، نوزاد، بدون اثر انگشت به‌دنیا می‌آید. تنها ۴ خانواده در جهان وجود دارند که این عارضهٔ مادرزادی در آنها دیده شده‌است.و یک خانواده در ایران استان گیلان شهرستان لنگرود 
نخستین نمونهٔ این بیماری در فردی از کشور سوئیس مشاهده شد که ناشی از نوعی جهش نقطه‌ای در ژن «SMARCAD1» بر رویِ بازویِ بلندِ کروموزوم ۴ بود. نحوهٔ توارث این ژنِ معیوب از نوعِ اتوزومال غالب است.
این بیماری، بجز فقدان اثر انگشت، هیچگونه عارضهٔ جسمی دیگری ندارد.